# Környey Paula
Környey Paula, Környey Paula Amália Ilona, névvariáns: Környei Paula (Debrecen, 1899. december 28. – Esztergom, 1996. január 24.) magyar színésznő, költő, esszéista.

## Életútja
Környey Béla operaénekes és Galyassy Paula leánya. A Csengery utcai elemi iskolában, majd a Váci utcai Angolkisasszonyok Intézetében tanult. 1917-től egy évig kereskedelmi iskolába járt. 1918-ban Medgyaszay Vilma színházában lépett színpadra. Ezután 1919-ben a Madách Színház tagja lett, majd Beöthy László 1920-ban a Magyar Színházhoz szerződtette. Innen 1921-ben a Nemzeti Színház kötelékébe lépett, ahol 1938-ig játszott. Ekkor a Vígszínháztól kapott ajánlatot, de úgy döntött, hogy visszavonul a színpadtól. Főleg fiatal hősnőket formált meg. A rádióban is gyakran szerepelt. 1932. március 20-án Budapesten házasságot kötött Gyomlay László reálgimnáziumi tanárral. Férjével Esztergomban éltek, amikor Gyomlay Lászlót összeesküvés vádjával letartóztatták 1951. február 5-én. 1951. április 4-én pedig Környey Paulát és lányát is börtönbe zárták. Férje hamarosan, 1951. július 25-én elhunyt. Környey Paula ezután visszavonultan élt. Sírja a Farkasréti temetőben található (1/2. parcella, 1-20), öccsével, Környey István orvossal közös sírban nyugszik.
Aktív korában írt színdarabjait bemutatták a Vígszínházban. Versei rendszeresen megjelentek az újságok és folyóiratok hasábjain. Esti panoráma c. versét közölte a Dolgozók Lapja 1989. szeptember 2-ai száma.

## Fontosabb szerepei
- Abigail (Scribe: Egy pohár víz)
- Hermia (Shakespeare: Szentivánéji álom)
- Jessica (Shakespeare: A velencei kalmár)
- Mariska (Szigligeti E.: Liliomfi)
- Pierette (Rostand: A fehér vacsora)
- Solvejg (Ibsen: Peer Gynt)
- Viola (Shakespeare: Vízkereszt)

## Könyve
- Szép hazugság (1988)[7]